# Paul Dibon
Paul Dibon (* 6. November 1915 in Romorantin-Lanthenay; † 7. März 1995 in Villiers-sur-Morin) war ein französischer Philosophiehistoriker.
Dibon studierte Philosophie an der Universität von Paris (Sorbonne), wo er vor allem von Émile Bréhier geprägt wurde. In den Jahren 1948–1949 war er Stipendiat am Maison Descartes in Amsterdam, 1953 wurde er Assistent an der Universität Groningen. 1954 promovierte er an der Universität Leiden mit einer Dissertation über L'Enseignement philosophique aux universités néerlandaises à l'époque précartésienne (1575–1652). Im Anschluss lehrte er als Privatdozent ebendort sowie an den Universitäten von Utrecht und Nijmegen. Seit 1964 war er ‘directeur d'études’ an der École pratique des Hautes Études in Paris.
Dibon hat sich vor allem mit der Geschichte der Philosophie der Neuzeit beschäftigt und ist mit Studien zur Geschichte des Cartesianismus in der Wechselwirkung von französischer und niederländischer Kultur hervorgetreten. Zusammen mit Richard Popkin gründete er die Schriftenreihe ‘International Archives of the History of Ideas / Archives internationales d'Histoire des Idées’ sowie mit weiteren Fachkollegen die internationale Zeitschrift Nouvelles de la République des Lettres. Dibons gesammelte Abhandlungen erschienen unter dem Titel Regards sur la Hollande du Siècle d'Or (Napoli: Vivarium, 1990).